# Стрілянина в Мюнхені (2016)
48°11′00″ пн. ш. 11°32′01″ сх. д. / 48.183333333333° пн. ш. 11.533611111111° сх. д.
Стрілянина в Мюнхені 2016 року відбулася 22 липня, коли 18-річний німець іранського походження Давид Сонболі вбив дев'ятьох та поранив п'ятьох людей у торговому центрі Olympia-Einkaufszentrum (OEZ) у районі Моозах, та була нападом правих екстремістів. Семеро з дев'яти загиблих (разом зі стрільцем — десять) були мусульманами, один — ромом та ще один — сінтом. Через дві з половиною години після початку нападу патруль поліції затримав зловмисника біля торгового центру, після чого той застрелився. Інцидент ознаменувався численними чутками про стрілянину по всьому центру Мюнхена. Щонайменше 36 людей отримали поранення в результаті паніки.
Розслідування справи тривало три роки. Слідчі органи та Баварське відомство з охорони Конституції спочатку кваліфікували злочин як неполітично вмотивований розбій, хоча їм були зрозумілі правоекстремістські погляди зловмисника, але в жовтні 2019 року вони дійшли висновку, що стрілянина все ж була політично мотивованою. Поряд із цим Регіональний суд Мюнхена I класифікував напад як політичний ще на початку 2018 року разом з іншими правоекстремістськими діями, такими як убивства націонал-соціалістичного підпілля, напад на Октоберфест і підпал у Мельні. У березні 2018 року Федеральне відомство юстиції також оцінило цей акт як «вмотивований правим екстремізмом».

## Перебіг подій
22 липня 2016 року зловмисник — Давид Сонболі — ймовірно намагався заманити молодих людей до ресторану швидкого харчування McDonald's навпроти торгового центру Olympia-Einkaufszentrum (OEZ) шляхом листування на Facebook, використовуючи обліковий запис, створений під вигаданим іменем. У повідомленні було написано: 
«Приходьте сьогодні о 16:00 в OEZ, я куплю вам щось, якщо хочете, але не надто дороге».
У зазначений час Сонболі зустрів там 16-річного товариша, з яким познайомився під час перебування в психіатричній лікарні; вони розійшлися після 17:00. З 17:08 Сонболі залишався у закладі швидкого харчування з невеликою перервою близько п'яти хвилин. О 17:50 зловмисник зайшов до туалету на першому поверсі ресторану та дістав із рюкзака знаряддя вбивства — пістолет Glock 17, який був відновлений на озброєнні без серійного номера. Сонболі вийшов з туалету о 17:51, підійшов до кабінки й вистрілив у групу з шести підлітків — п'ятеро людей були вбиті, а 13-річна дитина отримала травми несумісні з життям. Загалом на цьому місці вилучили 18 гільз від знаряддя вбивства.
О 17:52 до поліції надійшли виклики про стрілянину. У той самий час Сонболі вийшов з ресторану і стріляв по перехожих на Hanauer Strasse, що проходить прямо перед McDonald's. Двоє перехожих отримали смертельні травми, троє перебували у важкому стані. Згодом Сонболі пішов вулицею південніше й застрелив ще одну людину перед Saturn-Filiale. Загалом на ділянці між рестораном швидкого харчування та магазином електроніки криміналісти вилучили 16 гільз.

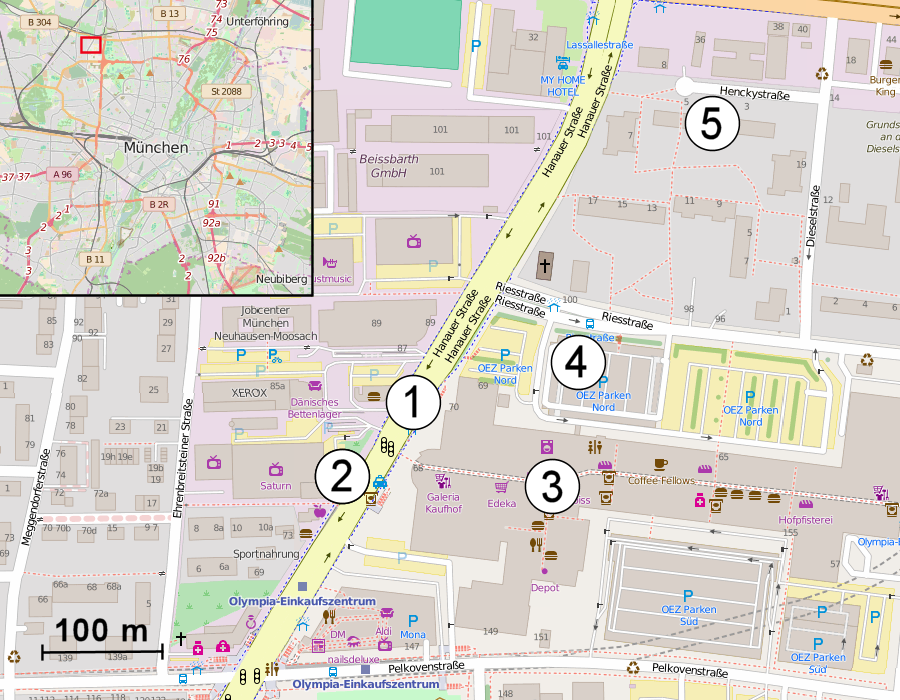
① McDonald's② Saturn-Filiale ③ Olympia-Einkaufszentrum (OEZ)④ Паркування на північ від OEZ ⑤Генкіштрасе

Після цього Сонболі перетнув Ганаверштрассе й увійшов до OEZ, де вбив ще одну людину на першому поверсі. Потім він переїхав критим мостом на паркування на північ від OEZ. На цьому мосту він вистрілив у бік стоянки та перехожого, але нікого не поранив. На проміжній платформі паркування Сонболі 13 разів вистрілив у дві припарковані машини. Потім стрілок з'явився на верхній палубі паркування. Там з ним почав сперечатися мешканець з балкона сусідньої багатоповерхівки та втягнув Сонболі в дискусію. Під час сварки Сонболі зробив два постріли в його бік. Ще один мешканець, який також перебував на своєму балконі, отримав поранення в спину частинами рикошетної кулі. Після цього Сонболі ще тричі вистрілив у бік торгового центру та працівника, нікого не поранивши. О 18:04 працівники цивільного патруля побачили стрільця на паркуванні, вистрілили в нього з автомата, але не влучили й знову втратили його з поля зору.
Загалом поліцейські нарахували 59 пострілів, які здійснив Сонболі.
Сонболі покинув паркувальний майданчик аварійними сходами, перетнув Рісштрассе, що проходить на північ від OEZ, і в'їхав у житловий район. Ймовірно, Сонболі спочатку сховався в кущах, а потім спробував потрапити в житловий будинок через чорний вхід на Генкіштрассе, орієнтовно за 200 метрів на північ від OEZ. Оскільки задній вхід був зачинений, зловмисник пішов до парадного, зайшов у будівлю й довго залишався на сходах. Там він спілкувався з кількома мешканцями, а зброю приховував. Згодом Сонболі потрапив до велосховища, де переховувався тривалий час. Після виходу з гаража по зовнішніх сходах о 20:26 його помітили патрульні на Генкіштрассе орієнтовно о 20:30. Коли двоє поліцейських зіткнулися з Сонболі, він дістав пістолет і вистрелив собі в голову.
Після цього поліціянти продовжили пошуки інших можливих зловмисників. Спочатку вони не були впевнені, чи причетний до злочину Сонболі. Огляд тіла відклали, оскільки існувала загроза, що чоловік мав при собі вибуховий пристрій. Офіцери також припустили, що злочинців могло бути троє, оскільки свідки повідомляли про трьох різних людей із вогнепальною зброєю, а один з автомобілів з двома пасажирами поїхав з місця злочину на великій швидкості. Пізніше з'ясувалося, що троє озброєних людей були поліцейськими в цивільному, а люди в автомобілі — випадковими перехожими. Приблизно о 22:30 поліція повідомила, що перевіряє можливу причетність знайденої особи, а о 01:26 були оприлюднені дані про те, що чоловік, який вбив себе, швидше за все, є єдиним злочинцем. Перші відомості про особу зловмисника надійшли близько другої години ночі.
Увечері 22 липня 2016 року в мережі з'явилися кілька відеозаписів, на яких були задокументовані фрагменти злочину. Очевидець зняв зловмисника після виходу з закладу швидкого харчування. Ще на двох відео зображено зловмисника з дещо інших ракурсів на паркуванні під час його словесної суперечки з мешканцем сусідньої багатоповерхівки.

## Запобіжні заходи та подальші події
З 18:26 до мюнхенських клінік викликали лікарів, медсестер, пасторів та інший персонал. Клініка LMUготувалася до масової катастрофи. Станом на 18:35 поліція Мюнхена попередила населення про потребу уникати території навколо OEZ, а згодом і рекомендувала утриматися від відвідування громадських місць у місті. Ці заклики з'явилися у Facebook і Twitter, спочатку німецькою, пізніше також англійською, французькою та турецькою мовами.

Мюнхенські поліцейські сили були розгорнуті за підтримки федеральної поліції,  загонів спеціального призначення (SEK) і мобільних оперативних груп (MEK) із сусіднього управління поліції; вони оточили кілька ділянок вулиці. Водіїв таксі попросили не брати й не возити пасажирів. Місцевий транспорт у районі Мюнхена був зупинений за наказом поліції, а головний вокзал був евакуйований і закритий. У місті були помилкові тривоги та паніка, зокрема у Стахусі, в Ізарторі, в Хофбройхаузі, на Марієнплац і в Матезері. Люди, які тікали, отримали тілесні ушкодження та завдали матеріальних збитків. За деякими повідомленнями, одним із аспектів паніки були озброєні поліцейські в цивільному, яких перехожі прийняли за злочинців. Однак, за даними поліції Мюнхена, поліцейські в цивільному були лише в торговому центрі Olympia, і їх не можна було впізнати. Старший лікар дитячої лікарні Гаунершенс розповідав у документальному фільмі про те, що бачив озброєного поліцейського в цивільному, який пройшов територією лікарні до свого посту. Після цього черговий лікарні рекомендував забарикадувати вхід — як наслідок деякі співробітники були налякані, а лікарню прочісували спецназівці. Йоахім Краузе, директор Інституту політики безпеки, розповів про цілеспрямовані неправдиві повідомлення: 
«Деякі люди розважаються й публікують звіти у Facebook або Twitter і радіють, коли про це згадують по телебаченню».
Ввечері поліція евакуювала OEZ. Евакуйованим довелося залишати будівлю з піднятими руками, оскільки були побоювання, що серед людей могли приховатися злочинці. Близько 20:00 місто Мюнхен оголосило про «екстрений випадок» через стрілянину через систему попередження Katwarn, яку обслуговує пожежна частина міста, і попросило громадян не виходити з дому та уникати площ і вулиць. Система перевантажилася й була частково зламана. О 20:30 поліція повідомила, що в Мюнхені перебувають до трьох злочинців й ще один підозрюваний у тероризмі.. Через годину фестиваль Tollwood, який проходив в Олімпійському парку біля OEZ, був скасований організаторами. Під час операції поліція попросила не публікувати в Інтернеті жодних зображень чи відео із діями поліціянтів, і самостійно завантажувала безпечні фотографії та відео про перебіг подій через власний вебпортал.
Після нападу поліція Тюрингії охороняла державний кордон з Баварією, а чеська поліція — власний кордон з Німеччиною, де, на відміну від кордону між Баварією та Австрією, раніше не було інтенсивного контролю. Поліція Гессена та Баден-Вюртемберга також направила спеціальні підрозділи до кордонів, а федеральна поліція направила сили підтримки GSG9 до Мюнхена. Тюрингія привела в бойову готовність власне командування спеціальних операцій, яка з Ерфурта охороняла північ Баварії. Австрійське командування спеціальних операцій Cobra прибуло з п'ятьма вертольотами та 42 офіцерами з Тіролю, Форарльберга, Зальцбурга та Верхньої Австрії. Чергування також вела баварська вертолітна поліція.
За даними поліції, у Мюнхені залучили близько 2300 екстрених служб. На прохання поліції та «після консультації з міністром» керівництво Бундесверу вирішило привести в бойову готовність близько сотні військових поліцейських у Мюнхені та Ульмі, а також медичну частину.
З 17:52 до півночі поліцейське управління Мюнхена прийняло 4310 викликів екстреної допомоги, що в чотири рази більше, ніж у звичайний день. Це охоплювало численні підказки щодо можливих додаткових злочинців, 64 повідомлення про стрілянину в місті та дві ситуації із захопленням заручників, усі з яких виявилися неправдивими. Слідчі органи перевіряли можливі навмисні помилкові сигнали та дезінформацію.
Подібно до кампанії #porteOuverte під час терористичних атак у Парижі в листопаді 2015 року, мюнхенські приватні особи, готелі, офіси та мечеті пропонували житло під хештегом #offenetür для тих, хто шукав захисту, і для людей, які не могли їхати далі через призупинення руху. Близько 100 людей звернулися за захистом до управління поліції Мюнхена. Різні мечеті в Мюнхені залишалися відкритими протягом ночі для тих, хто шукав захисту.
З першої години ночі 23 липня 2016 року весь громадський транспорт у Мюнхені відновив свій рух.

## Жертви

Портрети загиблих

За словами міністра внутрішніх справ Баварії, злочинець «відібрав жертв», які «мали певне регіональне походження». Семеро з дев'яти загиблих були мусульманами. Усі жертви проживали в Мюнхені та околицях:
- дві 14-річні дівчинки, Армела С. і Сабіна С., родини яких походять з Косова; обидві мали німецьке громадянство[84].

- 45-річна турчанка Севда Д., яка прожила в Німеччині 35 років[81].
- 14-річний Джан Л. та 15-річний Сельчук К., обидва мали німецьке та турецьке громадянства[84].
- 15-річний ром з угорським корінням Янош Роберто Р.[84][85].
- 17-річний грек турецького походження Чоусін або Хюсейн Д.[81][86].
- 20-річний косовар Діямант «Дімо» З., який народився в Мюнхені[87][88].
- 19-річний німець Сінті Джуліано-Йозеф К., який виріс у Гасенберглі[89].

Після стрілянини в Косові оголосили триденну національну жалобу. Президент надіслав співчуття родинам загиблих з Туреччини. У грецькому селі всі жителі зібралися, щоб разом поплакати. Вебсайт асоціації ромів у Німеччині закликав збирати пожертви, щоб профінансувати поховання одного із загиблих.
Ще четверо людей постраждали від куль. Інші поранилися внаслідок панічних реакцій, зокрема в центрі Мюнхена. Поліція зафіксувала 36 постраждалих, серед них щонайменше десятеро важко поранених.

## Розслідування
Розслідування, яке спочатку проводило головне управління поліції Мюнхена, 24 липня взяли під контроль прокуратура й державне управління кримінальної поліції Баварії, і була створена спеціальна комісія (SOKO) від OEZ. Органи влади спочатку завершили розслідування та надали остаточний звіт 17 березня 2017 року, проте через рік, 20 квітня 2018 року, розслідування відновили.

### Злочинець
Злочинець — Давид Сонболі (David Sonboly) — народився 20 квітня 1998 року в Мюнхені; його батьки приїхали до Німеччини з Ірану наприкінці 1990-х років як біженці. Сонболі мав громадянство Німеччини та Ірану. Після повноліття на початку травня 2016 року змінив своє початкове ім'я Алі на Давид. Жив із батьками та молодшим братом у мюнхенському районі Максфорштадт. Поліції Сонболі був відомий лише як жертва бійки та крадіжки у 2010 та 2012 роках; на той час обидва провадження були припинені.
З раннього дитинства зловмисник мав психічні розлади. Досвід цькування в школі між п'ятим і восьмим класами міг посилити наслідки цих розладів. У 2015 році Сонболі два місяці перебував на стаціонарному лікуванні в клініці Harlaching через діагностовану соціофобію та тривогу. У період з жовтня 2015 року по лютий 2016 року він мав чотири діагностичні зустрічі в мюнхенській клініці Heckscher у рамках підліткової психіатрії. Сонболі ходив на ці зустрічі з батьками. Тоді його лікував місцевий лікар, якого він востаннє відвідував у червні 2016 року.
Під час первинної токсикологічної експертизи тіла Сонболі в крові виявили сліди призначених йому антидепресантів. Колишні однокласники також розповіли, що в день злочину він провалив іспит. Під час обшуку в його кімнаті поліція виявила книгу американського психолога Пітера Ленгмана «Amok im Kopf: Warum Schüler töten» («Буянить у голові: Чому учні вбивають»), газетні вирізки про минулі шкільні стрілянини та фотографії, які Сонболі зробив 2015 року на місцях стрілянини в школі Віннендена. Свій планував Сонболі напад близько року. В остаточному звіті прокуратури Мюнхена I та Державного управління кримінальної поліції також було зазначено, що злочинець «[надмірно грав] на комп'ютері у вільний час, особливо в так звані шутери від першої особи».
Сонболі вчинив стрілянину в п'яту річницю нападів норвезького правого екстреміста Андерса Берінга Брейвіка, яким він, як кажуть, захоплювався. Слідчі не змогли підтвердити повідомлення ЗМІ про те, що Сонболі пишався спільним днем народження з Адольфом Гітлером. Однак під час стаціонарного психотерапевтичного лікування злочинець малював свастики, прославився нацистським вітанням і позитивно відгукувався про Гітлера. Сонболі також написав «маніфест» про «чужих недолюдей», «тарганів» і тих, кого він збирався «стратити», який, очевидно, навмисно залишив для слідчих на жорсткому диску свого комп'ютера. Декілька засобів масової інформації повідомляли про ознаки расистських мотивів з боку злочинця. За словами друга, Сонболі розвинув «велику ненависть до більшості іноземців», тому що однокласники з мігрантським походженням «справді роздирали» його в школі.. Пізніше слідчі виявили, що жертви були схожі на людей, які знущалися з Сонболі. Також повідомляли, що у Сонболі могли бути ідеї про те, що «люди, яких він ненавидів, заражені вірусом і тому їх потрібно знищити, якщо це необхідно».

Лише завдяки повідомленням журналу новин Der Spiegel у квітні 2018 року й тележурналу ARD Fakt у травні 2018 року стало відомо, що зловмисник спілкувався з 255 іншими, переважно молодими людьми в правоекстремістській чат-групі «Клуб антибіженців» на ігровій платформі Steam, яку критикували за численні правоекстремістські та расистські групи ненависті. Давид Сонболі та правий екстреміст американець Вільям Атчісон, який заснував групу у 2015 році, найімовірніше поділяли ентузіазм щодо правоекстремістської ідеології. Як «брати по духу» вони зміцнювали свою ілюзію щодо вищості білої, «арійської раси» й дозволяли собі тиради про «виродження», «чужих недолюдей» і «заражене суспільство».. Через три дні після нападу Атчісон написав некролог Девіда Сонболі в сатиричній енциклопедії Encyclopedia Dramatica, де працював адміністратором під своїм іменем користувача «AlGore»:
«Якщо AfD та інші праві групи прийдуть до влади в Німеччині, буде встановлено пам'ятник „герою“, який був „справжнім арійцем“ і „справжнім німцем“, який вбивав лише мігрантів».
Ця сторінка, створена Атчісоном про напад у Мюнхені, була невідома Управлінню кримінальної поліції Баварії до запиту німецької політичної діячки Катаріни Шульце майже через два роки після злочину. Німецькі слідчі органи знали про форум у Steam, і згодом його німецькі учасники були заарештовані за інформацією від жителя Берліна, проте «подальші слідчі заходи» вважалися «не потрібними» до відновлення розслідування у квітні 2018 року. Окрім цього, американська влада не була поінформована про правоекстремістський чат — а в грудні 2017 року Атчісон застрелив двох підлітків з мексиканським корінням, а потім і себе під час нападу на школу в Нью-Мексико.
За заявами друга Сонболі, останній також був «великим антисемітом», «часто скаржився на Ізраїль й ображав євреїв». У чаті він писав «Fuck Israel», та Ізраїль — «хвора країна».

Згідно з остаточним звітом прокуратури Мюнхена I та Управління державної кримінальної поліції, Сонболі був: 
«Значною мірою ізольований серед своїх однолітків. Ймовірно, цьому сприяли психологічні проблеми, через які йому було важко інтегруватися. Протягом багатьох років над ним „знущалися“ однокласники, зокрема із застосуванням фізичного насильства. Давид Сонболі явно розвинув ненависть до людей, які за віком, зовнішністю, походженням і способом життя були схожі на молодих людей, які знущалися з нього; це були переважно представники груп населення південно-східної Європи. Він звинуватив їх в тому, що сприйняв як академічну невдачу та знущання».
За підозрою в недонесенні про спланований злочин як пособника перевірили товариша Сонболі, з яким він зустрівся за дві години до стрілянини. Однак, згідно з остаточним звітом, не було «жодних доказів того, що він [друг] був поінформований про майбутній злочин». Щодо ширшого кола спілкування у звіті написано: 
«Немає доказів того, що члени сім'ї, лікарі, вчителі чи інші люди в оточенні Давіда Сонболі могли передбачити злочин».
Крім того, 26 липня 2016 року ще одного друга злочинця з району Людвігсбург затримали за підозрою в плануванні власного нападу на середню школу в Герлінгені. Він увійшов у контакт з Девідом Сонболі через Вільяма Атчісона: уродженець Людвігсбурга, який з'явився в Steam під ім'ям «DiabolicPsychopath», дізнався про Атчісона, оскільки останній цікавився масовими розстрілами; потім він запитав Атчісона, чи знає той про інших потенційних масових убивць у Німеччині, і йому розповіли про Давіда Сонболі. Однак розслідування контактування з Атчісоном було розпочате лише через майже два роки після злочину й ще не було завершене в червні 2018 року. Житель Людвігсбурга навіть мав доступ до кількох облікових записів Сонболі в Steam і зайшов туди через два дні після нападу в Мюнхені.
Через масові погрози родина зловмисника потрапила до поліцейської програми захисту потерпілих і проживала за кордоном під іншим ім'ям. У 2019 році вони повернулися до Мюнхена.

### Знаряддя вбивства

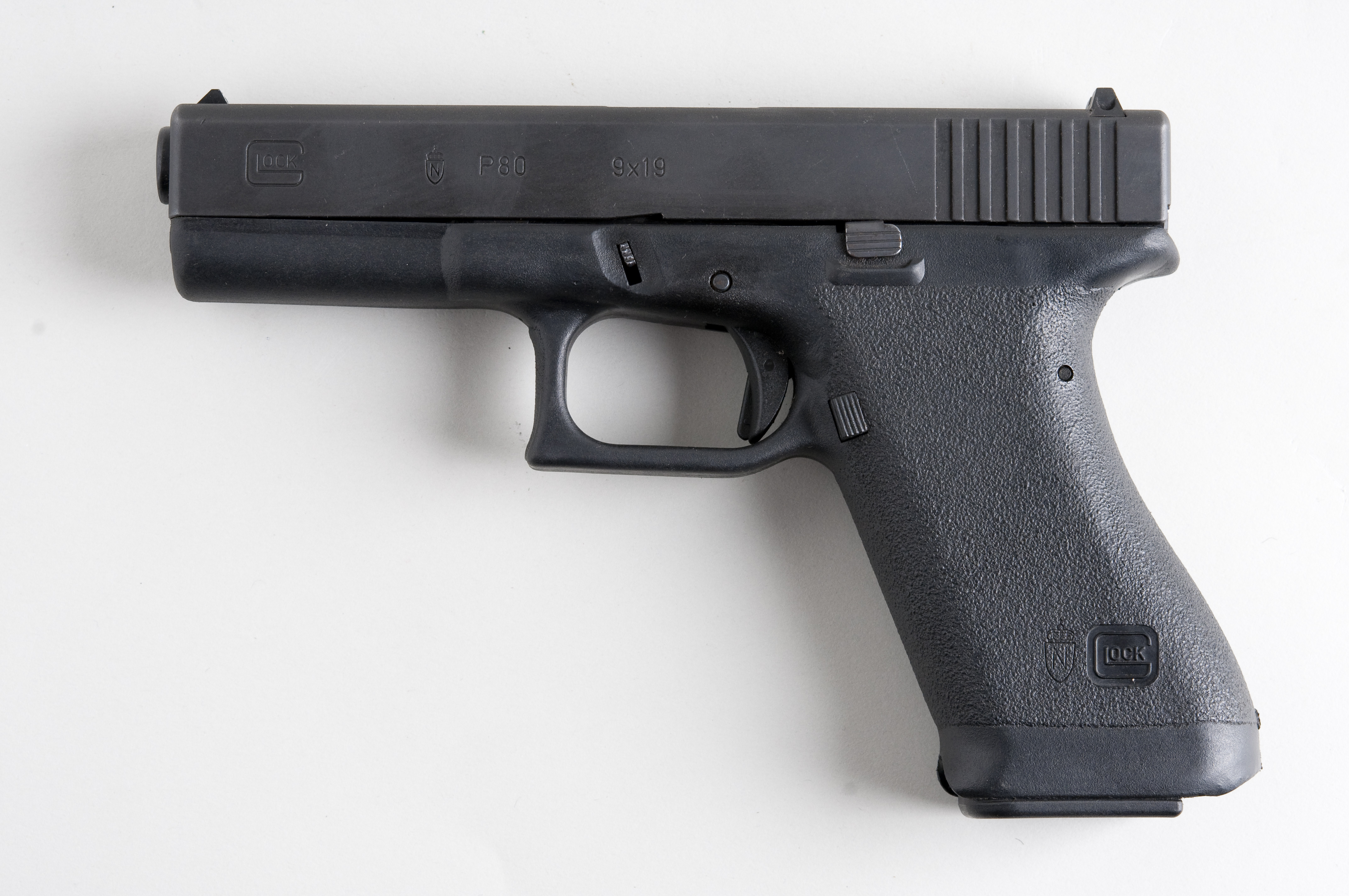
Приклад Glock 17, який був використаний як знаряддя вбивства

Знаряддям вбивства був пістолет типу Glock 17 калібру 9 × 19 мм, який був відновлений на озброєнні, серійний номер якого був видалений і який мав клеймо proof зі Словаччини. Точно така ж зброя була використана під час нападів правого екстреміста Андерса Берінга Брейвіка в Норвегії в липні 2011 року та Вільяма Атчісона в грудні 2017 року.
Окрім 57 гільз від пістолета, на місці злочину поліцейські знайшли ще 240—300 патронів у магазині пістолета та в рюкзаку зловмисника. Давід Сонболі протягом року шукав Glock 17 на форумі в даркнеті та таємно спілкувався зі слідчими франкфуртської митниці. 20 травня 2016 року Сонболі купив зброю, у якій спочатку було 100 патронів, за 4350 євро через даркнет у дилера в Марбурзі. Ані зловмисник, ані торговець не мали дозволу на володіння зброєю. Після того як зловмисник витратив першу партію боєприпасів під час стрільб у підвалі житлового будинку, де він жив, за кілька днів до нападу, він придбав додаткові боєприпаси на суму 350 євро. Згідно з підсумковим звітом прокуратури, на місці злочину та вдома в Давида Сонболі були виявлені та вилучені 567 патронів і гільз калібру 9×19 мм.

Усі боєприпаси походили від одного виробника з одного виробництва. Постачальник знаряддя вбивства, який уже перебував під слідством за угоди зі зброєю в даркнеті, заробляв на життя незаконною торгівлею зі зброєю та зберігав на складі багато іншої зброї, зокрема пістолети-кулемети, на які поширюється дія Закону про контроль над військовою зброєю. Митна адміністрація Німеччина затримала 16 серпня 2016 року. У березні 2017 року прокуратура регіонального суду Мюнхена висунула обвинувачення ймовірному торговцю зброєю за підозрою у вбивстві з необережності в дев'яти випадках, тілесних ушкодженнях з необережності в п'яти випадках і порушеннях Закону про зброю. 19 січня 2018 року 33-річного чоловіка засудили до семи років позбавлення волі за дев'ятьма пунктами вбивства з необережності, тілесних ушкоджень і незаконного обігу зброї. Дванадцята кримінальна палата Регіонального суду Мюнхена I в основному підтримала заяву прокуратури. Голова засвідчив, що у торговця зброєю було «огидне ставлення»: 
«Він, безсумнівно, був расистом і правим радикалом, затятим прихильником Гітлера і Третього рейху».
Це був перший випадок, коли торговця зброєю в Німеччині притягнули до відповідальності за вбивство, до якого він не був безпосередньо причетний. Нелегальний продаж зброї зробив можливим дев'ять вбивств, скоєних у Мюнхені, проте кримінальну палату не переконали, що торговець зброєю був поінформований про плани нападу. Торгівля зброєю здійснювалася через даркнет-форум «Німеччина в глибокій павутині» (DiDW), який існує з 2013 року, має 20 000 зареєстрованих користувачів та 6 мільйонів переглядів сторінок на місяць; ним керував 31-річний комп'ютерник із Карлсруе. Через напад у Мюнхені регіональний суд Карлсруе в грудні 2018 року засудив останнього до шести років ув'язнення за вбивство з необережності та тілесні ушкодження, а також пособництво та підбурювання до злочинів із використанням зброї та наркотиків.

## Дискусії про мотив злочину
Прокуратура та управління кримінальної поліції були впевнені, що злочинець є правим екстремістом, але у своєму підсумковому звіті від березня 2017 року вони спочатку кваліфікували злочин як аполітичний напад. Слідчі органи спиралися, серед іншого, на звіт мюнхенського профайлера Александра Горна, в якому йдеться про, що Девід Сонболі був «молодою людиною з психічними розладами, яка стала жертвою знущань і фізичного насильства та зазнала образ, які завдали шкоди його самооцінці». Звіт про розслідування, представлений міністерством внутрішніх справ Баварії у квітні 2017 року, також виявив зв'язки злочинця з правим екстремізмом, але спочатку головним мотивом розстрілу вважалася помста через тривале знущання з боку однокласників. Для баварського Управління з охорони конституції Давід Сонболі спочатку був радше «психічно хворим месником», ніж «борцем з терористами». Проте три звіти, підготовлені Крістофом Копке, Матіасом Квентом і Флоріаном Хартлебом від імені Департаменту з питань демократії столиці землі Мюнхена та представлені на початку жовтня 2017 року незалежно один від одного, класифікували стрілянину як «політично мотивовану»:
- К. Копке у своїй доповіді приходить до висновку, що «фактичний поштовх до злочину міг бути насамперед пов'язаний з психологічним станом або психіатричним захворюванням злочинця», але разом з тим спосіб вчинення злочину відповідав «критеріям злочину на ґрунті ненависті в значенні системи визначення PMK»(політично вмотивований злочин), оскільки Сонболі звинуватив «расово сформовану групу в суб'єктивній несправедливості» та навмисно вбив її членів[148].

- За словами М. Квента, процес радикалізації Давида Сонболі «демонструє велику схожість з іншими злочинцями, що вчиняють бешкет, і майже не має паралелей з класичними правоекстремістськими жорстокими злочинцями». Однак численні вбивства в OEZ можна схарактеризувати як «акт терориста, який діє наодинці»[149].
- Ф. Хартлеб був здивований класифікацією стрілянини як класичного буйства через те, що терористом була одна людина. Він зазначає, що справу потрібно було віднести до категорії правого тероризму й «тероризму одинокого вовка[en]»[150]. Класичний образ правого тероризму, згідно з яким більшість правих терористів належали до груп або партій з відповідного політичного табору до їх особливо насильницької діяльності, давно застарів[151]. Хартлеб опублікував свої тези з проханням переоцінити справу як правий тероризм у спеціалізованому журналі Criminalistics, який видається Федеральним управлінням кримінальної поліції та державними кримінальними органами (зокрема й у Баварії)[152].

Представляючи звіти міській раді Мюнхена, старший прокурор Мюнхена Габріеле Тільманн захищалася від звинувачень у тому, що політичне підґрунтя злочину було проігнороване: «ми завжди говорили, що група мотивів також охоплює расизм». Головним мотивом при цьому визначали знущання, яких злочинець зазнавав роками. Голова спеціальної комісії Державного управління кримінальної поліції Баварії Юрген Міллер заявив, що «це був безглуздий вчинок, керований помстою та гнівом із купою мотивів». Однак розслідування не показали, що існував передусім політичний мотив для поширення расистської ідеології. Міллер розцінював стрілянину як «поєднання ненависті та політичних настроїв» і пообіцяв, що «звіти не будуть просто відкладені в ящик».
СДПН, ХСС і Зелені, які разом мали 78 % місць у міській раді, закликали владу у спільній заяві «віднести злочин до категорії праворадикальних політично вмотивованих злочинів, що призначена для правоекстремістських вчинків». 8 листопада 2017 року Комітет внутрішніх справ земельного парламенту Баварії, голосами СДПН, ХСС, Зелених і Вільних виборців, також закликав Міністерство внутрішніх справ зробити нову заяву щодо нападу. Відповідно до побажань ХСС, висновки судового процесу проти торговця зброєю Філіпа К. також мають бути додані до звіту міністерства. У своєму рішенні проти торговця зброєю дванадцята палата з кримінальних справ Регіонального суду Мюнхена I у січні 2018 року заявила: «Немає жодного сумніву, що злочин був мотивований расизмом і ксенофобією». Це поставило стрілянину в Мюнхені на один рівень з іншими діями правих екстремістів.

У листопаді 2017 року дослідниця амоків Брітта Банненберг оцінила злочин, вчинений Сонболі, як «класичне буяння» та зазначила, що злочинець не був правим екстремістом, як припускало «вибіркове сприйняття деяких політологів». 12 грудня 2017 року Державне управління кримінальної поліції Баварії доручило їй підготувати висновок експертизи для кваліфікації злочину. Звіт, датований лютим 2018 року, був представлений громадськості в липні того ж року. Зокрема, він був спрямований на можливе подальше раннє виявлення подібних злочинів з метою їх запобігання. Згідно з цим повідомленням, діяння Сонболі слід розцінювати як розбій: 
«Злочинець — типовий молодий амок, який поводився за взірцем інших злочинців й ідентифікував себе з ними та з ідеєю шаленства. Він мав значну психопатологічну аномалію у своєму мисленні, почуттях, поведінці та стосунках з іншими людьми».
Проте Банненберг також не погодилася з думкою, що основним мотивом були пережиті знущання: вона приходить до висновку, що Сонболі «з образою роздув» рівень знущань, щоб виправдати свої вбивства.
У березні 2018 року Федеральне відомство юстиції класифікувало напад як «правий екстремістський» і повідомило сім'ям жертв, що вони мають право на «виплати у важких умовах» як жертви екстремістських нападів. ФВЮ назвало вирішальними для оцінки три звіти експертів, які замовила міська влада Мюнхена.
Мер Мюнхена Дітер Райтер (СДПН) наголосив у своїй промові на церемонії вшанування другої річниці атаки на OEZ, що стрілянину слід класифікувати як «праву екстремістську й расистську».
У червні 2018 року комітет внутрішніх справ земельного парламенту Баварії ухвалив одноголосне рішення щодо контактів зловмисника на расистських форумах у платформі Steam, про які стало відомо у травні 2018 року. Міністра внутрішніх справ Баварії Йоахім Херрманн зазначив, що вбивця, який мав «вибраних жертв», що «належали до певного регіону походження» спирався у своїх діях на расистські ідеї. У червні 2018 року, майже через два роки після злочину, він також заявив, що «немає сенсу представляти якийсь остаточний звіт зараз, поки тривають нові розслідування».
У жовтні 2019 року Державне управління кримінальної поліції Баварії остаточно класифікувало стрілянину в Мюнхені як «політично вмотивований правий насильницький злочин».
У червні 2020 року департамент культури Мюнхена оголосив, що текст меморіалу в торговому центрі Olympia буде скоригований восени. Тепер там написано: «У пам'ять про всіх жертв расистського нападу 22 липня 2016 року». Раніше у надписі згадувалося про постраждалих від «стрілянини».

## Ініціатива «Пам'ятай Мюнхен!»
У 2022 році родичі та прихильники об'єдналися, щоб створити ініціативу під назвою «Пам'ятай Мюнхен!». Ініціатива поставила перед собою завдання пам'ятати жертв теракту та сприяти тому, щоб правий теракт у Мюнхені не був забутий. У шосту річницю, 22 липня 2022 року, ініціативна група організувала поминальну демонстрацію в центрі Мюнхена та меморіальний захід на місці злочину безпосередньо в торговому центрі Olympia. Крім родичів загиблих під час стрілянини в Мюнхені, там також були присутні родичі з Галле, Ганау та нападу на Октоберфест. З січня 2023 року ініціатива має тимчасовий офіс у центрі Мюнхена, безпосередньо біля ратуші. Офіс є місцем для пам'яті та зустрічей, а також місцем, де родичі та прихильники можуть працювати разом. Рідні загиблих хочуть, щоб праві теракти стали частиною публічного дискурсу та згадувалися на одному рівні зі стріляниною в Галле та стріляниною в Ганау. Родичі хотіли б, щоб вулиці навколо місця вбивства були названі іменами жертв, а відділення McDonald's в OEZ, де були розстріляні п'ятеро з дев'яти жертв, закрили та перетворили на меморіал.